# Liberator 2
Liberator 2 (ang. Under Siege 2: Dark Territory) – amerykański film sensacyjny z 1995 roku.

## Fabuła
Liberator 2 jest kontynuacją przygód Caseya Rybacka, który jako były komandos US Navy musi tym razem powstrzymać terrorystów. Casey wraz z bratanicą Sarah wybiera się w podróż pociągiem Continental. W czasie podróży przez Góry Skaliste pociąg zostaje opanowany przez pokaźną grupę terrorystów, pod wodzą szalonego Travisa Dane’a. Travis Dane, agent służb specjalnych, został wykluczony z tajnego projektu nad satelitą Grazer, który potrafi wysłać impuls wywołujący na powierzchni ziemi wstrząsy o dużej sile. W odwecie za wydalenie ze służby, porywa pociąg i przejmuje kontrolę nad satelitą. W ten sposób chce zastraszyć amerykański rząd. Jeśli ten nie wypłaci mu astronomicznej sumy pieniędzy, Travis wyceluje satelitę w Pentagon, pod którym rzekomo znajduje się reaktor jądrowy.
Casey Ryback, który szybko orientuje się w tym co się stało, rozpoczyna swoją własną „grę” z terrorystami. Używając wschodnich sztuk walki pokonuje jednego po drugim z przeciwników. Do Caseya przyłącza się niezbyt waleczny bagażowy Bobby. Obaj próbują pokonać terrorystów.
Travis odkrywa w końcu, kto zabija jego ludzi. Bierze za zakładnika jego bratanicę. Casey zachowuje jednak zimną krew. W końcu udaje mu się pokonać wszystkich ludzi i zapobiec katastrofie jaką mógłby wywołać Travis Dane.

## Obsada
- Steven Seagal – Casey Ryback
- Eric Bogosian – Travis Dane
- Katherine Heigl – Sarah Ryback
- Everett McGill – Penn
- Morris Chestnut – Bobby Zachs
- Andy Romano – admirał Bates
- Brenda Bakke – Linda Gilder
- Jonathan Banks – Scotty
- David Gianopoulos – David Trilling
- Ping Wu – oficer SYSOS
- Peter Greene – najemnik
- Patrick Kilpatrick – najemnik
- Scott Sowers – najemnik
- Afifi Alaouie – kobieta najemnik
- Wren T. Brown – kapitan #1